# Села (Видем)
Села (словен. Sela) је насељено место у општини Видем, Подравска регија, Словенија.

## Историја
До територијалне реорганизације у Словенији била су у саставу старе општине Птуј.

## Становништво
У попису становништва из 2011. године, Села су имала 194 становника.
| Број становника према пописима | Број становника према пописима | Број становника према пописима |
| ------------------------------ | ------------------------------ | ------------------------------ |
| 1991                           | 2002                           | 2011                           |
| 201                            | 188                            | 194                            |

## Спорт
- Ноћни турнир у малом фудбалу - Меморијал Сречко Томинац (од 2009)[2]